# Bannes (Alto Marne)
 Bannes  es una población y comuna francesa, en la región de Champaña-Ardenas, departamento de Alto Marne, en el distrito de Langres y cantón de Neuilly-l'Évêque.

## Demografía
| 292 | 265 | 312 | 365 | 393 | 392 |
| Para los censos de 1962 a 1999 la población legal corresponde a la población sin duplicidades (Fuente: INSEE [Consultar]) |     |     |     |     |     |